# Sport Clube União Torreense
Sport Clube União Torreense je portugalski nogometni klub iz gradića Torres Vedrasa. Klub je utemeljen 1917. godine. U sezoni 2019./20. klub igra u Campeonato de Portugal (3. rang), u Serie C.
Predsjednik je (stanje listopad 2006.) Joaquim Carlos. Trener je (stanje listopad 2006.) Luis Bras. Svoje utakmice igra na igralištu Estádio Manuel Marques, kapaciteta 12.000 gledatelja.
Klupske boje su (prema grbu) crvena, plava i žuta.

## Vanjske poveznice
- http://www.torreense.net/  Arhivirana inačica izvorne stranice od 9. studenoga 2006. (Wayback Machine) Klupske stranice